# Лотус 94Т
Лотус 94Т е болид от Формула 1 използван от отбора на Лотус във втората част на сезон 1983. Болидът е захранван от Рено Гордини EF1 V6 и с гуми Пирели. Колата бе конструирана за само шест седмици от дизайнера Жерар Дюкаруж който бе нает в тима от Питър Уор.
Болидът бе представен с намален тънък монокок с подобрено разпределение на теглото от своя предсесор. 94Т прави своя дебют на ГП на Великобритания през 1983 и показа че е конкуриращ в ръцете на Найджъл Менсъл, който завърши на 4-та позиция и при условие на подемната форма на Лотус с които ще запазят Менсъл и Елио де Анджелис за 1984, с разработена версия на болида за 1984. Най-доброто класиране е 3-та позиция на ГП на Европа благодарение на Менсъл, който постигна и най-бърза обиколка в състезанието докато де Анджелис постигна пол-позиция. Италианецът имаше лош късмет във втората част на сезона като финишира само веднъж и то в Италия. Съотборникът му Найджъл Менсъл обаче бе в топ шест на няколко пъти и финишира сезона със 12 точки в неговия актив.
Болидът 94Т е заменен от 95Т за сезон 1984.

## Резултати от Формула 1
| Година | Отбор                 | Двигател               | Гуми | Пилоти           | 1   | 2   | 3   | 4   | 5   | 6   | 7   | 8   | 9   | 10  | 11  | 12  | 13  | 14  | 15  | Точки | WCC |
| ------ | --------------------- | ---------------------- | ---- | ---------------- | --- | --- | --- | --- | --- | --- | --- | --- | --- | --- | --- | --- | --- | --- | --- | ----- | --- |
| 1983   | Джон Плеър Тийм Лотус | Рено Гордини EF1 V6 tc | П    |                  | BRA | USW | FRA | SMR | MON | BEL | DET | CAN | GBR | GER | AUT | NED | ITA | EUR | RSA | 11*   | 8-и |
| 1983   | Джон Плеър Тийм Лотус | Рено Гордини EF1 V6 tc | П    | Елио де Анджелис |     |     |     |     |     |     |     |     | Ret | Ret | Ret | Ret | 5   | Ret | Ret | 11*   | 8-и |
| 1983   | Джон Плеър Тийм Лотус | Рено Гордини EF1 V6 tc | П    | Найджъл Менсъл   |     |     |     |     |     |     |     |     | 4   | Ret | 5   | Ret | 8   | 3   | Ret | 11*   | 8-и |

* Лотус използва също и 91, 92 и 93T за сезон 1983 но постигнаха всички точки с 94Т.